# Zotero
Zotero（/zoʊˈtɛroʊ/）是一款自由及开放源代码的文献管理软件，用以管理书目信息（如作者、标题、出版社、摘要、阅读笔记等）及相关材料（如PDF文件）。其最著名的特性是作为浏览器插件、在线同步、与文档编辑软件如Microsoft Word、LibreOffice、OpenOffice.org Writer、NeoOffice等集成，可生成文内引用、生成页面脚注或文后的参考文献（bibliographies）。

## 词源
「Zotero」大致源于阿尔巴尼亚语中的动词，意为“掌握”（to master）。

## 功能
在打开一些文献网页时，如特定图书馆的书目页面、PubMed、Google Scholar、Google Books、Amazon.com、Wikipedia、某些出版商的网站、中文的CNKI，Zotero在浏览器中（如地址栏的右侧）显示一个图标按钮，表示资源（论文、书籍、学位论文等）可以从这个网页上获取。点击这个图标按钮，可以选择这个网页中的哪些文献资源的引用信息甚至（在数据库权限足够时）文献的全文自动保存到本机的Zotero库中。Zotero还可以同时保存这个网页的快照。用户还可以对每条文献资源添加笔记、标签（tags）、附件及其他元信息。
也可以直接把本机保存的文件（如pdf格式）拖拉到Zotero中，或者手工在Zotero中增加新的条目。总之，Zotero支持以下导入方法：
- 互联网自动识别：Web Translators (URL bar icon)
- 手动输入：Manual Input or Edit From a bibliographic
- 文件导入：format (RIS（英语：RIS (file format)）、BibTeX、MARC等)
- 通过标示符增加：Add by identiﬁer (DOI、ISBN、PMID、arXiv ID)
- 通过PDF元数据识别：Add PDF then Retrieve Metadata
- 从网页识别：Get any Webpage with basic data

本地的文献数据库中选出的内容可以输出为指定文献格式。Zotero支持大多数学术刊物的文献格式，用户也可以定制自己的引文风格。
Zotero可以输入输出多种文献管理格式，包括：Wikipedia Citation Template、BibTeX、BibLateX、RefWorks、MODS、COinS、引文格式语言/JSON、refer/BibIX、RIS、TEI、RDF、Evernote、EndNote。
本地的Zotero的文献数据库（文献的标题、作者、来源、年份等信息）可免费上传到Zotero的网络服务器上，不受空间大小限制；本地的Zotero的Attatched Files（文献的PDF全文、视频、音频、试验数据包等）Zotero的网络服务器仅为每用户提供300M免费存储容量，但用户可用第三方网盘同步保存。

## 资金来源
Zotero的开发获得了安德鲁·W·梅隆基金会、Alfred P. Sloan Foundation、Institute of Museum and Library Services的资助，以及用户的捐助。Zotero已经获得PC Magazine、西北大学的CiteFest竞赛，以及美國政治學會的奖项。

## 历史

### Zotero 1.0
Zotero的首次发布为1.0.0b2.r1，于2006年10月作为火狐浏览器的插件。Zotero 1.0.x的开发持续到2009年5月Zotero 1.0.10被发布。
Zotero本质上是一个浏览器插件。当用户在浏览器中看到想要的文献时，可以不离开浏览器直接管理、下载。

#### 与EndNote的诉讼
2008年，汤森路透起诉弗吉尼亚州与乔治梅森大学开发Zotero时，侵犯了EndNote的最终用户许可协议，逆向工程了EndNote，提供了Zotero把EndNote私有的.ens风格转换为引文格式語言风格。乔治梅森大学称不会更改其对EndNote的站点许可，并称“Zotero用户创建的任何东西都属于用户，Zotero用户理应尽可能方便地按其愿望使用或放弃软件。”Nature杂志发表的编辑评论“在研究者之间的互操作性与方便的数据共享的价值值得重申。设想一下，Microsoft Word或Excel文件仅能作为私有专用格式被打开或保存，这使得OpenOffice或其他类似软件不能读或保存这些使用公开标准的文件—虽然本来在法律上可以这么做。”
2009年6月4日，由于司法管轄權问题，该案撤销。但2009年12月18日，弗吉尼亚州最高法院允许汤森路透集团就此案上诉2011年1月11日上诉被撤回。

### Zotero 2.0
Zotero 2.0于2010年2月发布，增加了在线特性，并从Educational Community License变为GPLv3.Zotero 2.0.x持续到2010年10月的Zotero 2.0.9发布。

#### Zotero 2.1
2011年3月发布Zotero 2.1。增加了引文格式语言 1.0支持，Firefox 4兼容，Zotero Commons。

### Zotero Standalone
Zotero Standalone于2011年1月发布，使得Zotero可以作为独立于Firefox的单独程序运行。Zotero Standalone可运行在Windows、GNU/Linux以及Mac OS X。并可与浏览器插件共享数据。

### Zotero 3.0
Zotero 3.0发布于2012年1月。增加了Microsoft Word与LibreOffice的功能集成与冗余检测。

### Zotero 4.0
Zotero 4.0发布于2013年4月，增加了期刊缩写、彩色标记（tags）、按需文件同步等。

### Zotero 5.0
Zotero 5.0发布于2017年7月10日，之前的 Zotero for Firefox 和 Zotero Standalone 整合为一个独立程序Zotero，并发布了类似于Chrome和Safari浏览器上的 Zotero Connector 扩展，用于发送网页链接到Zotero。

### Zotero 6.0
Zotero 6.0发布于2022年3月17日。。本次更新引入了内置的PDF阅读器，标注同步，自动生成笔记，Safari浏览器扩展等功能，并支持将笔记导出为Markdown文档。

### Zotero 7.0

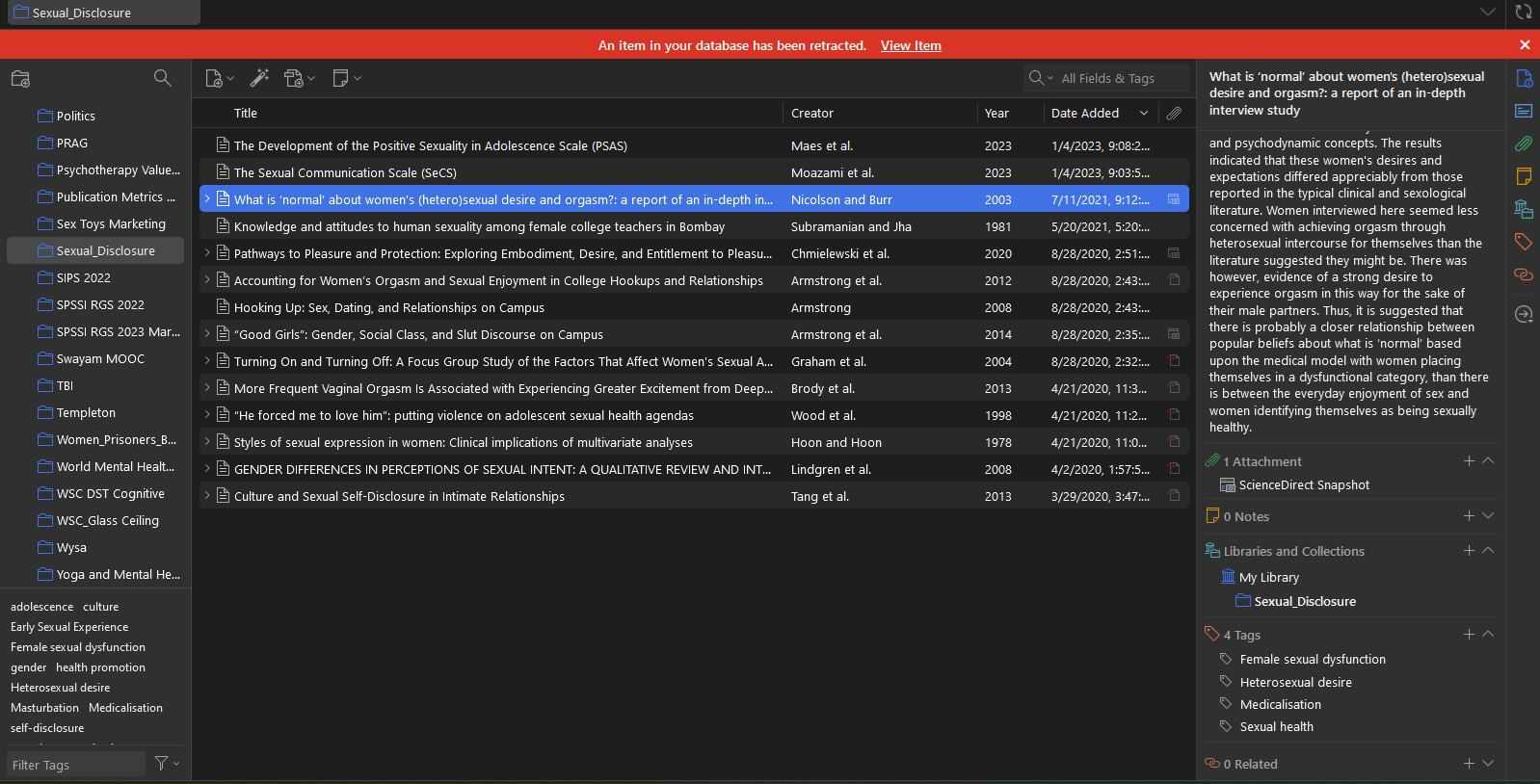
Zotero 7深色模式

Zotero 7.0穩定版於2024年8月9日正式發佈。在Apple Silicon Mac、Linux提供原生支援，支援64位元和ARM Windows。適用於iOS和iPadOS的Zotero應用程式現已推出，適用於Android的版本為開發中的測試版。此版本包括用於EPUB和HTML快照以及PDF的新閱讀器。重新設計的應用程式主要有新的註釋功能、深色模式、重新設計的專案窗格（帶有可摺疊的垂直章節和側邊欄）、兩個檢視密度選項：緊湊和舒適，以及新的應用程式圖示。所有舊版的外掛程式都需要更新，其部分功能已合併到Zotero 7.0中。

## 扩展阅读
- Puckett, Jason. Zotero: A Guide for Librarians, Researchers and Educators ACRL ISBN 978-0-8389-8589-2